# 卡拜爾語
卡拜爾語（Taqbaylit，[ˌθæqβæjˈlɪθ] ⓘ），又譯卡比勒語，是北非阿爾及利亞北部及東北部的卡拜爾人所講的語言，屬於柏柏語族的一種。估計現時的全球的語言人口約5百萬到7百萬人（INALCO），當中大部份人在阿爾及利亞。
标准阿尔及利亚柏柏尔语即源自卡拜尔语。

## 分類
卡拜爾語屬於亞非語系柏柏語族的北柏柏語支。

## 地理分佈
卡拜爾語是卡拜爾人的母語，在阿爾及利亞的七個區內通行。
在阿爾及利亞，約三分之一的人口使用柏柏語族諸語，當中主要集中於阿爾及爾，但在南部亦有零散的語言人口社區。卡拜爾語在阿爾及利亞是最大的柏柏語族群體，但未足以使其成為主流。
提济乌祖、贝贾亚及布维拉等北部城市的人口都是卡拜爾語的主流語言人口。而卡拜爾語在布阿拉里季堡、布米尔达斯屬於主流語言，而在阿爾及爾、塞提夫及吉杰勒則屬於少數語言，與阿爾及利亞阿拉伯語共同通行。
流散在歐洲及北美洲各大城市（但主要還是在法國）的卡拜爾人亦以卡拜爾語為母語，他們佔所有卡拜爾語一半的語言人口。

### 官方地位
卡拜爾語是阿爾及利亞國家語言，但不具官方語言地位。在阿爾及利亞，卡拜爾語面對一個不利的環境，儘管當地有一個從阿爾及利亞革命時期就已存在的卡拜爾語公共電台第11頻道。雖然當地有部份新聞節目以卡拜爾語廣播，但在阿爾及利亞，私營的卡拜爾語電視台都是非法。現時在阿爾及利亞可以收看的卡拜爾語電視台柏柏電視，其實是從法國巴黎播放的私營電視台。
1994年，講卡拜爾語的各階層學生杯葛了阿爾及利亞學校的課業整整一年，要求國家給予柏柏語官方地位。
時任總統的阿卜杜勒-阿齐兹·布特弗利卡表示：「柏柏語永不可能成為官方語言，即使要令它成為國家語言，也要遞交備忘申請。」。然而在随后的民族主义运动中，当局被迫妥协，于2002年将柏柏尔语定为官方语言，使用发源于卡拜尔语的标准化形式。

## 語音系統
以下詳列卡拜爾語語音的音素：

### 元音
與古典阿拉伯語相似，卡拜爾語有三個元音音素：

## 外部連結
- Report on Kabyle language from the MultiTree Project （页面存档备份，存于）
- Map of Kabyle language from the LL-Map Project
- Kabyle Music
- INALCO report on Kabyle, see also  and  (fr)
- Negative Preterite, The negative preterite in Kabyle Berber.
- Kabyle on globalrecordings.net （页面存档备份，存于）

### 卡拜爾語網站
- Kabylia observer/.
- imyura.com （页面存档备份，存于）.
- tamazight.fr.
- MAK, Timanit i Tmurt n Iqvayliyen
- Kabylpedia.

### 網路字典
- Kabyle–French and French–Kabyle dictionary
- MAK
- Danoun（页面存档备份，存于）.
- Glossary of nelogisms by imedyazen （页面存档备份，存于）.